# ОЦ-14 „Гроза”
ОЦ-14 „Гроза” је руска јуришна пушка коју је развио ЦКИБ СОО (Централни конструкторско-истраживачки биро за спортско и ловачко оружје) 1993. године. Представља варијанту јуришне пушке ОЦ-12 „Тис” (сама створене на бази АКС-74У) изведену по булпап шеми. На њу се поставља нешто поједностављена верзија одвојивог бацача граната ГП-25 „Костјор” (поједностављење се пре свега састоји у недостатку пиштољске дршке са браником обарача и окидачем). Такав распоред је омогућио да се створи компактно, моћно оружје.
Аутоматском и гранатном ватром управља један окидач. Пребацивање између режима пушчане ватре и гађања гранатама врши дугме на десној страни пријемника. Оптика се поставља на уздигнуту ручицу, која може служити и за ношење оружја. Предвиђена је могућност да се постави пригушивач, ласерски означивач, оптички нишан и тактичка лампа. Комплет пушке је 70% једнак АКС-74У.

## Историја
Развој ове пушке је почео децембра 1992, а главни дизајнери су били Валериј Телеш, који је развио бацач граната ГП-25, и Јуриј Лебедев. Задатак је био да се направи оружје које обједињује све добре особине оружја за блиску борбу, а као полазна тачка је послужио АКС-74У. Пушка се појавила почетком 1994. године.
У почетку су разматрани калибри, 5.45x39мм, 5.56x45мм, 7.62x39мм и 9x39мм, мада су прва два калибра касније одбачена.
Ова пушка је у употреби у неким специјалним јединицама руске војске.

## Особине
Ова пушка дели око 75% компоненти са јуришном пушком АКС-74У.
Пушка има модуларни дизајн који омогућава да се пушка прилагоди ситуацији (нпр. може се уклонити бацач граната, а накачити пригушивач и нишан). Осим тога, булпап конфигурација олакшава транспорт.

#### Добре стране
- Компактност;
- Поузданост;
- 9x39мм калибар омогућава мању буку при коришћењу, а и лакше пробија панцир него нпр. 5.45x39мм муниција;
- Модуларни дизајн.

#### Лоше стране
- Нишањење је проблематично;
- Мали шаржер (20 метака);
- Исти окидач се користи за јуришну пушку и бацач граната (ово, наравно, важи за варијанту са бацачем граната);
- Варијанте без бацача граната имају померен центар гравитације.

## Варијанте
- ОЦ-14-4А - варијанта са бацачем граната;
- ОЦ-14-4А-01 - варијанта са вертикалним хватом;
- ОЦ-14-4А-02 - варијанта без додатака;
- ОЦ-14-4А-03 - варијанта са пригушивачем.

## Занимљивости
Ова пушка је присутна у видео игри ПУБГ,С.Т.А.Л.К.Е.Р.: Схадоw оф Цхернобyл и њеним наставцима С.Т.А.Л.К.Е.Р.: Цлеар Скy и С.Т.А.Л.К.Е.Р.: Цалл оф Припyат.